# Tinto Brass
Tinto Brass, rodným jménem Giovanni Brass (* 26. března 1933 v Benátkách, Itálie) je italský avantgardní filmař, který se prosadil především v subžánru filmové erotiky.
Mezi jeho vůbec nejznámější erotická díla patří historický hraný snímek Caligula z roku 1979 nebo Salon Kitty z roku 1976. Kromě erotické tvorby natočil i řadu běžných filmů, které bývají řazeny do oblasti filmového impresionismu.
Ačkoliv pochází z Benátek, jeho rodové kořeny jsou východoevropské, zdroje uvádí rakousko-uherské i ruské.
U filmu vystřídal celou řadu povolání, byl scenáristou, střihačem, hercem a nakonec se stal známým italským režisérem.

## Filmografie
- 2005 Monamour
- 2003 Fallo!
- 2002 Černý anděl
- 2000 Trasgredire
- 1998 Vášnivá Lola
- 1995 Fermo posta Tinto Brass
- 1994 Voyeur
- 1992 Takové jsou všechny
- 1991 Paprika
- 1988 Snack Bar Budapešť
- 1987 Láska a vášeň
- 1985 Miranda
- 1983 Chiave, La
- 1980 Action
- 1979 Caligula
- 1976 Salon Kitty
- 1972 Vacanza, La
- 1971 I Miss Sonia Henie
- 1970 Drop-out
- 1968 Nerosubianco
- 1968 Urlo, L'
- 1967 Col cuore in gola
- 1966 Yankee
- 1964 Disco volante, Il
- 1964 Chi lavora e perduto
- 1964 Moje žena